# Jeremy Ngakia
Jeremy Ngakia (* 7. September 2000 in Deptford) ist ein englischer Fußballspieler, der seit August 2020 beim FC Watford unter Vertrag steht.

## Karriere
Der im Londoner Stadtteil Deptford geborene Jeremy Ngakia besuchte die Ballers Football Academy, bevor er im Alter von 14 Jahren von Verantwortlichen West Ham Uniteds entdeckt wurde und in deren Jugendakademie wechselte. Zuvor hatte er bereits erfolglos ein Probetraining beim FC Chelsea absolviert. Bei den Hammers stieg er in diversen Altersklassen auf und wurde in dieser Zeit vom rechten Flügelspieler zum rechten Außenverteidiger umgeschult. In der Saison 2017/18 spielte er erstmals für die U23-Mannschaft in der Premier League 2, bestritt aber in dieser, wie auch in der folgenden Spielzeit 2018/19, auch zahlreiche Ligaspiele in der U18. Am 29. Januar 2020 (18. Spieltag) debütierte Ngakia bei der 0:2-Heimniederlage gegen den Spitzenreiter FC Liverpool in der Premier League. In den nächsten Ligaspielen startete er regelmäßig, rückte aber im Juni 2020 außerhalb des Fußballfeldes in die Schlagzeilen, da er es verweigerte, seinen am Ende desselben Monats auslaufenden Vertrag zu verlängern. Am 25. Juni 2020 wurde dies auch vonseiten des Vereins bestätigt, womit Ngakia zum 1. Juli 2020 den Verein ablösefrei verließ.
Am 15. August 2020 wechselte Jeremy Ngakia zum Zweitligisten FC Watford.